# لایزان
لایزان منطقه‌ای تاریخی در جنوب شرقی قفقاز و مرکز حکومت لایزان‌شاهان بود که بعدها به سرزمین شروان‌شاهان پیوست. لاهیج امروزی در جمهوری آذربایجان در محل لایزان قرار دارد.